# Chân xỉ
Chân xỉ hay còn gọi chi cỏ seo gà, chi cỏ luồng (danh pháp khoa học: Pteris) là một chi thực vật gồm khoảng 300 loài dương xỉ thuộc họ Chân xỉ (Pteridaceae). Chúng có phân bổ trên thế giới chủ yếu ở vùng nhiệt đới và cận nhiệt đới.
Danh pháp khoa học của chi này Pteris là một từ Hy Lạp bắt nguồn pteron có nghĩa là lông, cánh ám chỉ hình dạng lá của nhiều loài trong chi này nhìn như lông cánh các loài chim.
Một số loài chân xỉ
- Pteris aberrans Alderw.
- Pteris abyssinica Hieron.
- Pteris actiniopteroides Christ
- Pteris adscensionis Sw.
- Pteris albersii Hieron.
- Pteris albertiae Arbelaez
- Pteris altissima Poir.
- Pteris amoena Bl.
- Pteris angustata (Fée) C. Morton
- Pteris angustipinna Tagawa
- Pteris angustipinnula Ching & S.H.Wu
- Pteris appendiculifera Alderw.
- Pteris arborea L.
- Pteris argyraea Moore
- Pteris aspericaulis Wall. ex Hieron.
- Pteris asperula J. Sm. ex Hieron.
- Pteris atrovirens Willd.
- Pteris auquieri Pichi-Serm.
- Pteris austrosinica (Ching) Ching
- Pteris bahamensis (Agardh) Fée
- Pteris bakeri C. Chr.
- Pteris baksaensis Ching
- Pteris balansae Fourn.
- Pteris bambusoides Gepp
- Pteris barbigera Ching
- Pteris barombiensis Hieron.
- Pteris bavazzanoi Pichi-Serm.
- Pteris beecheyana Ag.
- Pteris bella Tagawa
- Pteris berteroana Ag.
- Pteris biaurita L.
- Pteris biformis Splitg.
- Pteris blanchetiana Presl ex Ettingsh.
- Pteris blumeana Agardh
- Pteris boninensis H. Ohba
- Pteris brassii C. Chr.
- Pteris brevis Copel.
- Pteris brooksiana Alderw.
- Pteris buchananii Bak. ap. Sim.
- Pteris buchtienii Rosenst.
- Pteris burtonii Bak.
- Pteris cadieri Christ
- Pteris caesia Copel.
- Pteris caiyangheensis L.L. Deng
- Pteris calcarea Kurata
- Pteris calocarpa (Copel.) M. Price
- Pteris catoptera Kze.
- Pteris chiapensis A. R. Sm.
- Pteris chilensis Desv.
- Pteris christensenii Kjellberg
- Pteris chrysodioides (Fée) Hook.
- Pteris ciliaris Eat.
- Pteris clemensiae Copel.
- Pteris comans Forst.
- Pteris commutata Kuhn
- Pteris concinna Hew.
- Pteris confertinervia Ching
- Pteris confusa T. G. Walker
- Pteris congesta Prado
- Pteris consanguinea Mett. ex Kuhn
- Pteris coriacea Desv.
- Pteris crassiuscula Ching & Wang
- Pteris cretica L.
- Pteris croesus Bory
- Pteris cryptogrammoides Ching
- Pteris cumingii Hieron.
- Pteris dactylina Hook.
- Pteris daguensis (Hieron.) Lellinger
- Pteris dalhousiae Hook.
- Pteris dataensis Copel.
- Pteris dayakorum Bonap.
- Pteris decrescens Christ
- Pteris decurrens Presl
- Pteris deflexa Link
- Pteris deltea Ag.
- Pteris deltodon Bak.
- Pteris deltoidea Copel.
- Pteris dentata Forsskal
- Pteris denticulata Sw.
- Pteris dispar Kze.
- Pteris dissimilis (Fee) Chr.
- Pteris dissitifolia Bak.
- Pteris distans J. Sm.
- Pteris droogmaniana L. Linden
- Pteris edanyoi Copel.
- Pteris ekmanii C. Chr.
- Pteris elmeri Christ ex Copel.
- Pteris elongatiloba Bonap.
- Pteris endoneura M. Price
- Pteris ensiformis Burm.
- Pteris esquirolii Christ
- Pteris excelsa Gaud.
- Pteris famatinensis Sota
- Pteris fauriei Hieron.
- Pteris finotii Christ
- Pteris flava Goldm.
- Pteris formosana Bak.
- Pteris fraseri Mett. ex Kuhn
- Pteris friesii Hieron.
- Pteris gallinopes Ching
- Pteris geminata Wall.
- Pteris gigantea Willd.
- Pteris glaucovirens Goldm.
- Pteris goeldii Christ
- Pteris gongalensis T. G. Walker
- Pteris grandifolia L.
- Pteris grevilleana Wall. ex Agardh
- Pteris griffithii Hook.
- Pteris griseoviridis C. Chr.
- Pteris guangdongensis Ching
- Pteris guizhouensis Ching
- Pteris haenkeana Presl
- Pteris hamulosa Christ
- Pteris hartiana Jenm.
- Pteris heteroclita Desv.
- Pteris heteromorpha Fée
- Pteris heterophlebia Kze.
- Pteris hillebrandii Copel.
- Pteris hirsutissima Ching
- Pteris hirtula (C. Chr.) C. Morton
- Pteris hispaniolica Maxon
- Pteris holttumii C. Chr.
- Pteris hondurensis Jenm.
- Pteris hookeriana Ag.
- Pteris hossei Hieron.
- Pteris hostmanniana Ettingsh.
- Pteris hui Ching
- Pteris humbertii C. Chr.
- Pteris hunanensis C.M.Zhang
- Pteris inaequalis (Fée) Jenm.
- Pteris incompleta Cav.
- Pteris inermis (Rosenstock) Sota
- Pteris insignis Mett. ex Kuhn
- Pteris intricata Wright
- Pteris intromissa Christ
- Pteris irregularis Kaulf.
- Pteris iuzonensis Hieron.
- Pteris izuensis Ching
- Pteris johannis-winkleri C. Chr.
- Pteris junghuhnii (Reinw.) Bak.
- Pteris kawabatae Kurata
- Pteris keysseri Rosenst.
- Pteris khasiana (Clarke) Hieron.
- Pteris kidoi Kurata
- Pteris kinabaluensis C. Chr.
- Pteris kingiana Endl.
- Pteris kiuschiuensis Hieron.
- Pteris laevis Mett.
- Pteris lanceifolia Ag.
- Pteris lastii C. Chr.
- Pteris laurea Desv.
- Pteris laurisilvicola Kurata
- Pteris lechleri Mett.
- Pteris lepidopoda M.Kato & K.U.Kramer
- Pteris leptophylla Sw.
- Pteris liboensis P.S.Wang
- Pteris ligulata Gaud.
- Pteris limae Brade
- Pteris linearis Poir.
- Pteris litoralis Rechinger
- Pteris livida Mett.
- Pteris loheri Copel.
- Pteris longifolia L.
- Pteris longipes D. Don
- Pteris longipetiolulata Lellinger
- Pteris longipinna Hayata
- Pteris longipinnula Wall.
- Pteris luederwaldtii Rosenst.
- Pteris luschnathiana (Kl.) Bak.
- Pteris luzonensis Hieron.
- Pteris lydgatei (Bak.) Christ
- Pteris macgregorii Copel.
- Pteris macilenta A. Rich.
- Pteris maclurei Ching
- Pteris maclurioides Ching
- Pteris macracantha Copel.
- Pteris macrodon Bak.
- Pteris macrophylla Copel.
- Pteris macroptera Link
- Pteris madagascarica Ag.
- Pteris majestica Ching
- Pteris malipoensis Ching
- Pteris manniana Mett. ex Kuhn
- Pteris melanocaulon Fée
- Pteris melanorhachis Copel.
- Pteris menglaensis Ching
- Pteris mertensioides Willd.
- Pteris mettenii Kuhn
- Pteris micracantha Copel.
- Pteris microdictyon (Fée) Hook.
- Pteris microlepis Pichi-Serm.
- Pteris microptera Mett. ex Kuhn
- Pteris mildbraedii Hieron.
- Pteris moluccana Bl.
- Pteris monghaiensis Ching
- Pteris montis-wilhelminae Alston
- Pteris morii Masam.
- Pteris mucronulata Copel.
- Pteris multiaurita Ag.
- Pteris multifida Poir.
- Pteris muricata Hook.
- Pteris muricatopedata Arbelaez
- Pteris muricella Fée
- Pteris mutilata L.
- Pteris natiensis Tagawa
- Pteris navarrensis H. Christ
- Pteris nipponica Shieh
- Pteris novae-caledoniae Hook.
- Pteris obtusiloba Ching & S.H.Wu
- Pteris occidentalisinica Ching
- Pteris olivacea Ching in Ching & S. H. Wu
- Pteris opaca J. Sm.
- Pteris oppositipinnata Fée
- Pteris orientalis Alderw.
- Pteris orizabae M. Martens & Galeotti
- Pteris oshimensis Hieron.
- Pteris otaria Bedd.
- Pteris pachysora (Copel.) M. Price
- Pteris pacifica Hieron.
- Pteris paleacea Roxb.
- Pteris papuana Ces.
- Pteris parhamii Brownlie
- Pteris paucinervata Fée
- Pteris paucipinnata Alston
- Pteris paulistana Rosenst.
- Pteris pearcei Bak.
- Pteris pedicellata Copel.
- Pteris pediformis M.Kato & K.U.Kramer
- Pteris pellucida Presl
- Pteris perrieriana C. Chr.
- Pteris perrottetii Hieron.
- Pteris philippinensis Fée
- Pteris phuluangensis Tag. & Iwatsuki
- Pteris pilosiuscula Desv.
- Pteris plumbea Christ
- Pteris pluricaudata Copel.
- Pteris podophylla Sw.
- Pteris polita Link
- Pteris polyphylla (Presl) Ettingsh.
- Pteris porphyrophlebia C. Chr. & Ching
- Pteris praetermissa T. G. Walker
- Pteris preussii Hieron.
- Pteris prolifera Hieron.
- Pteris propinqua J. Agardh
- Pteris pseudolonchitis Bory ex Willd.
- Pteris pseudopellucida Ching
- Pteris pteridioides (Hook.) Ballard
- Pteris puberula Ching
- Pteris pulchra Schlecht. & Cham.
- Pteris pungens Willd.
- Pteris purdoniana Maxon
- Pteris purpureorachis Copel.
- Pteris quadriaurita Retz.
- Pteris quinquefoliata (Copel.) Ching
- Pteris quinquepartita Copel.
- Pteris radicans Christ
- Pteris ramosii Copel.
- Pteris rangiferina Presl ex Miq.
- Pteris reducta Bak.
- Pteris remotifolia Bak.
- Pteris reptans T.G. Walker
- Pteris rigidula Copel.
- Pteris rosenstockii C. Chr.
- Pteris roseo-lilacina Hieron.
- Pteris ryukyuensis Tagawa
- Pteris satsumana Kurata
- Pteris saxatilis Carse
- Pteris scabra Bory ex Willd.
- Pteris scabripes Wall.
- Pteris schlechteri Brause
- Pteris schwackeana Christ
- Pteris semiadnata Phil.
- Pteris semipinnata L.
- Pteris sericea (Fée) Christ
- Pteris setigera (Hook. ex Beddome) Nair
- Pteris setuloso-costulata Hayata
- Pteris shimenensis C.M.Zhang
- Pteris shimianensis H.S.Kung
- Pteris silvatica Alderw.
- Pteris similis Kuhn
- Pteris simplex Holtt.
- Pteris sintenensis (Masam.) C.M.Kuo
- Pteris speciosa Mett. ex Kuhn
- Pteris splendens Kaulf.
- Pteris splendida Ching
- Pteris squamaestipes C. Chr. & Tardieu
- Pteris squamipes Copel.
- Pteris stenophylla Wall. ex Hook. & Grev.
- Pteris stridens Ag.
- Pteris striphnophylla Mickel
- Pteris subindivisa Clarke
- Pteris subquinata (Wall. ex Bedd.) Agardh
- Pteris subsimplex Ching
- Pteris sumatrana Bak.
- Pteris swartziana Ag.
- Pteris taiwanensis Ching
- Pteris talamauana Alderw.
- Pteris tapeinidiifolia H.Itô
- Pteris tarandus M.Kato & K.U.Kramer
- Pteris tenuissima Ching
- Pteris togoensis Hieron.
- Pteris torricelliana Christ
- Pteris trachyrachis C. Chr.
- Pteris transparens Mett.
- Pteris tremula R. Br.
- Pteris treubii Alderw.
- Pteris tricolor Linden
- Pteris tripartita Sw.
- Pteris tussaci (Fée) Hook.
- Pteris umbrosa R. Br.
- Pteris undulatipinna Ching
- Pteris usambarensis Hier.
- Pteris vaupelii Hieron.
- Pteris venusta Kunze
- Pteris verticillata (L.) Lellinger & Proctor
- Pteris vieillardii Mett.
- Pteris viridissima Ching
- Pteris vitiensis Bak.
- Pteris vittata L.
- Pteris wallichiana Agardh
- Pteris wangiana Ching
- Pteris warburgii Christ
- Pteris werneri (Rosenstock) Holtt.
- Pteris whitfordii Copel.
- Pteris woodwardioides Bory ex Willd.
- Pteris wulaiensis C.M.Kuo
- Pteris yakuinsularis Kurata
- Pteris yamatensis (Tagawa) Tagawa
- Pteris zahlbruckneriana Endl.
- Pteris zippelii (Miq.) M.Kato & K.U.Kramer

## Trồng trọt và sử dụng
Nhiều loài chân xỉ được sử dụng trồng làm cảnh trong nhà hoặc sân vườn. Lá của chúng cũng được dùng nhiều trong trang trí.
Loài Cỏ rết (Pteris vittata) trong chi này được phát hiện là loài có khả năng hấp thụ và tích tụ được arsenic trong đất, đây là một loài tiềm năng trong xử lý sinh học đất ô nhiễm.